# Вторая лига Франции по футболу 2021/2022
Лига 2 2021/2022 (фр. Ligue 2 2021/2022) — 83-й сезон Второй лиги Франции по футболу с момента её создания.
По итогам предыдущего сезона лигу покинули «Труа» и «Клермон», вышедшие в Лигу 1, а также «Шатору» и «Шамбли», вылетевшие в Национальный чемпионат. Их заменили «Ним» и «Дижон», занявшие соответственно 19-е и 20-е места в Лиге 1, а также команды Национального чемпионата «Бастия» и «Кевийи Руан» занявшие соответственно 1-е и 2-е места в Национальном чемпионате.

## Клубы-участники
| Клуб        | Город          | Стадион (вместимость)       | Главный тренер    |
| ----------- | -------------- | --------------------------- | ----------------- |
| Амьен       | Амьен          | Стад де ла Ликон (12 097)   | Филипп Хиншбергер |
| Аяччо       | Аяччо          | Стад Франсуа Коти (10 660)  | Оливье Панталони  |
| Бастия      | Бастия         | Стад Арман Сезари (16 480)  | Матье Шабер       |
| Валансьен   | Валансьен      | Стад дю Эно (24 926)        | Оливье Геган      |
| Гавр        | Гавр           | Стад Осеан (25 178)         | Поль ле Гуэн      |
| Генгам      | Генган         | Stade de Roudourou          | Стефан Дюмон      |
| Гренобль    | Гренобль       | Стад де Альп                | Маурицио Якобаччи |
| Дижон       | Дижон          | Стад Гастон Жерар           | Давид Линарес     |
| Дюнкерк     | Дюнкерк        | Стадион имени Марселя-Трибу | Ромен Ревелли     |
| Кан         | Кан            | Мишель Д'Орнано             | Стефан Мулен      |
| Кевийи Руан | Ле-Пети-Кевийи | Лозаи                       | Брюно Ирлес       |
| Нанси       | Нанси          | Стад Марсель Пико           | Даниэль Штендель  |
| Ним         | Ним            | Стад де Костьери            | Паскаль Планк     |
| Ньор        | Ньор           | Рене Гайяр                  | Себастьян Десабре |
| Осер        | Осер           | Аббе-Дешам                  | Жан-Марк Фурлан   |
| Париж       | Париж          | Стад Шарлети                | Тьерри Лоре       |
| По          | По             | Ност Камп                   | Дидье Толо        |
| Родез       | Родез          | Стад Поль Линьон            | Лоран Перелад     |
| Сошо        | Монбельяр      | Огюст Бональ                | Омар Даф          |
| Тулуза      | Тулуза         | Стадион Тулузы              | Филипп Монтанье   |

## Стыковые матчи

### Плей-офф за выход в Лигу 1
1/4 финала (18 мая)
- «Париж» — «Сошо» — 1:2

1/2 финала (21 мая)
- «Осер» — «Сошо» — 0:0, по пенальти — 5:4

«Осер» вышел в финальный раунд (из двухматчевого противостояния), в котором выиграл у «Сент-Этьена» (1:1, 1:1, по пенальти — 5:4), занявшего 18-е место в Лиге 1 2021/22, и получил путёвку в Лигу 1 на сезон-2022/23.

### За сохранение места в Лиге 2
Первый матч (25 мая)
- «Вильфранш» — «Кевийи Руан» — 1:3

Ответный матч (29 мая)
- «Кевийи Руан» — «Вильфранш» — 2:0

«Кевийи Руан» сохранил место в Лиге 2 на сезон 22/23, выиграв с общим счётом 5:1.